# Banco Central de la Gambia
El Banco Central de la Gambia (en inglés: Central Bank of The Gambia) es el banco central de la Gambia.

## Operaciones
Como banco central, es responsable de proporcionar servicios bancarios al gobierno de Gambia, administrar tasas de interés y divisas, interactuar con la industria gambiana, apoyar las microfinanzas y administrar el valor del dalasi, que es la moneda de Gambia. El banco es responsable de gestionar la venta de bonos y billetes de Gambia en el mercado internacional de valores. El banco está involucrado en la investigación económica con respecto al futuro de Gambia y África Occidental.
El banco está trabajando con GIPFZA (Agencia de Promoción de Inversiones y Zonas Francas de Gambia), en la creación de un parque empresarial e industrial de 1,6 kilómetros cuadrados cerca del Aeropuerto Internacional Yundum.
El CBG es la única institución en Gambia a la que se le permite emitir el dalasi.

## Gobernadores del Banco Central de Gambia
- Horace Reginald Monday,  marzo de 1971 - noviembre de 1972[2]
- Sheriff Saikuba Sisay, diciembre de 1972 - abril de 1982[2]
- Thomas Gregory George Senghore, mayo de 1982 - febrero de 1988[2]
- Mamour Malick Jagne, ? - 1991 - ?[3]
- Abdou A. B. Njie ? - 1994
- Momodou Clarke Bajo, 1994 - 2003[4]
- Famara Jatta, 2003 - 2007
- Momodou Bamba Saho, 2007 - 2010
- Amadou Colley, 2010 - 2017
- Bakary Jammeh, 2017 - 2020
- Buah Saidy - desde 1 de octubre de 2020